# وكالة رعاية القصر الإمبراطوري

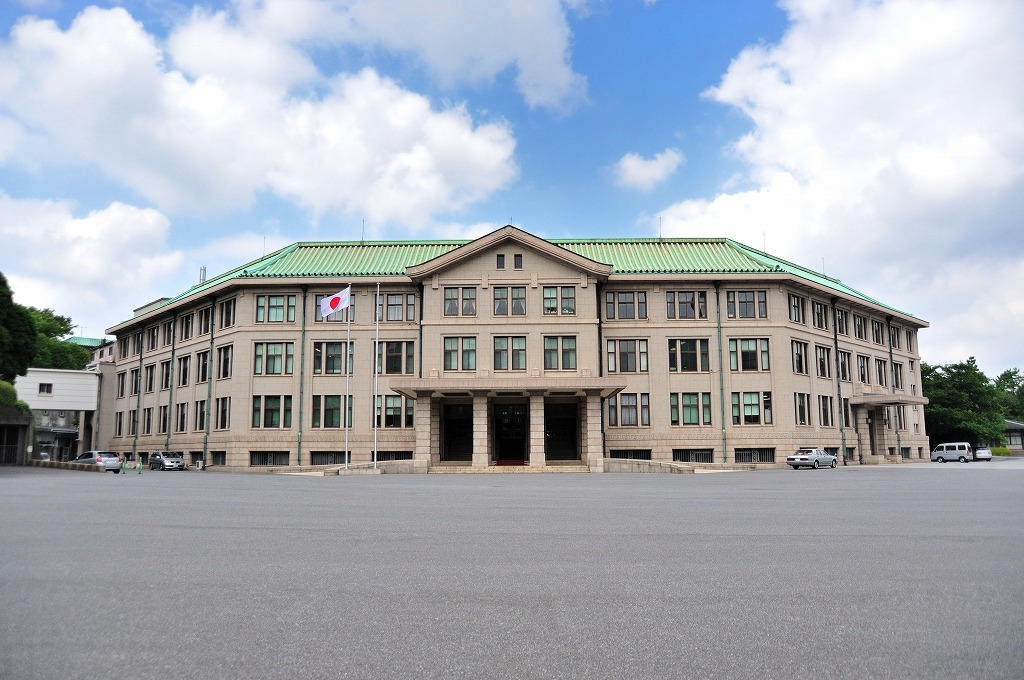

وكالة رعاية القصر الإمبراطوري (باليابانية: 宮内庁 كونايتشو) هي وكالة حكومية يابانية مسؤولة عن أمور الدولة المتعلقة بالإمبراطور والعائلة الإمبراطورية بالإضافة إلى رعاية الخاتم الإمبراطوري والخاتم الوطني. قبل الحرب العالمية الثانية كانت تدعى (宮内省 كونايشو) والتي تعني «وزارة رعاية القصر الإمبراطوري».
يقع المكتب الرئيسي للوكالة ضمن حرم القصر الإمبراطوري في طوكيو.

## تاريخ
يعتقد أن وزارة رعاية القصر الإمبراطوري أسست من قبل الإمبراطور تينمو حيث كان لها ذكر في كتاب نيهون شوكي بعبارة (宮内卿) منذ عام 686. وبعد ذلك في عام 701 تأسست الوزارة كأحد وزارات الدولة الثمانية باسم (宮内省 كونايشو).

## وصلات خارجية
- الموقع الرسمي لوكالة رعاية القصر الإمبراطوري